# 过二硫酰氟
过二硫酰氟或过二磺酰氟是一种无机化合物，化学式为S2O6F2，它也是一种过氧化物。它可由三氧化硫和氟气在二氟化银存在下反应制得，或通过电解氟磺酸得到。它和氟磺酸铯、氟磺酸银反应，可以得到二价银的化合物CsAg(SO3F)3。